# De los beneficios
De Beneficiis (Latín: 'De los Beneficios') es una obra de Séneca (ca. 4 BC - 65 AD), conformada por siete libros. Forma parte de una serie tratados sobre fenómenos naturales y de ensayos morales o ("Diálogos") que exploran temas filosóficos como la providencia, la perseverancia, la ira, el ocio, la tranquilidad, la brevedad de la vida, el perdón, la felicidad y el intercambio de regalos.

## Contenido

### Primer Libro
El primer libro comienza así:

Entre los muchos y varios errores de los que viven inadvertidamente y acaso, ninguno es más perjudicial ¡oh varón bueno Liberal! como el no saber en qué forma hemos de dar y recibir los beneficios.

Séneca argumenta sobre la naturaleza del alma con respecto a la gratitud al recibir un regalo o beneficio. El autor favorece la generosidad y el dar beneficios sin esperar nada a cambio. Luego, Séneca considera las causas de la ingratitud y concluye que la culpa de la existencia de los ingratos, recae principalmente sobre aquel que da el beneficio. Esto se debe a que el que ofrece el regalo o beneficio espera algo a cambio: "¿Cuánto, pues, será más decente el perseverar en hacer beneficios? Porque el que cesa en ellos porque no se los pagan da á entender que los que hizo fueron con mira de volverlos á recobrar, y con eso justifica la causa de los que le han salido ingratos, siendo (cuando falta esta disculpa y hay posibilidad) una muy grave torpeza el no pagar". Se entiende entonces, que si se espera agradecimiento alguno, la situación verdadera supone un intercambio de que meramente aparenta ser un acto de generosidad desinteresada.

### Segundo Libro
Séneca señala que los beneficios deben darse con agrado, presteza y sin cálculos. Algunos públicamente, otros con discreción y secreto. Indica los deberes del beneficiado, explica la causa de los ingratos y trata la soberbia, la avaricia y la envidia.

### Tercer Libro
Trata sobre quiénes son los ingratos, si acaso deben ser castigados de alguna forma. Séneca contesta que no deben ser castigados, el castigo ya lo tienen en sí mismos. También responde afirmativamente respecto a si el señor debe mostrar gratitud con el siervo y que este sí puede beneficiarle a aquel.

### Cuarto Libro
Aquí se desarrolla la discusión con la escuela de Epicuro. Estos medían la beneficencia de acuerdo a los frutos que de ésta pueden obtenerse.

### Quinto Libro
Se tratan en este libro más asuntos respecto a cómo deben darse y cómo deben recibirse los beneficios.

### Sexto Libro
Pregunta si el beneficio puede ser arrebatado, contestando que su uso sí, pero el hecho mismo no. Si acaso quedamos deudores respecto de quien nos benefició contra su voluntad o por ignorancia, responde negativamente. ¿Hay que dar reconocimiento a quien nos benefició, pero por interés personal? Señala que no estamos obligados a hacerlo, pero si se conjugó su interés con el nuestro, entonces sí se le debe gratitud. Respecto a los que viven en prosperidad, Séneca dice que se les puede devolver el beneficio recibido por medio de consejos, avisos o doctrinas provechosas.

### Séptimo Libro
Nuevamente pregunta y responde los siguientes asuntos. ¿Es posible hacer algún don al sabio? Sí, pues sus dones son morales, pueden aún ser cosas reales o jurídicas. ¿Basta el intento de devolver el beneficio? Sí, basta por sobre lograrlo efectivamente, siempre y cuando sea un verdadero intento. ¿Se debe devolver el beneficio de alguien bueno, que luego se hace malo? Sí, pero con cuidado de no causar perjuicios al hacer esta devolución. ¿Hay que olvidar al benefactor? No, debe recordarse y avivarse en la memoria el beneficio recibido. Y, finalmente, ¿cómo se debe soportar los ingratos?:con ánimo apacible, mansedumbre y magnanimidad.